# Domingo Martínez de Irala
Domingo Martínez de Irala (Bergara, 1509 circa – Asunción, 1556 circa) fu un conquistador spagnolo di origine basca.

## Biografia
Partì per le Americhe nel 1535, arruolato nella spedizione di Pedro de Mendoza, partecipando alla fondazione di Buenos Aires. Esplorò i fiumi Paraná e Paraguay assieme a Juan de Ayolas, comandando la retroguardia quando l'avanzata di Ayolas fu attaccata dagli indiani Payagua.
Caso unico nell'America spagnola, alla colonia fu garantito da re Carlo V il diritto di eleggere il proprio comandante in alcune circostanze. Nell'agosto del 1538 fu Irala ad essere eletto dai conquistadores prendendo il titolo di capitano generale del Río de la Plata.
Nel 1539 iniziò a spostare gli abitanti di Buenos Aires ad Asunción, e la città fu abbandonata nel 1541.
Resistette più del nominato dal re, Álvar Núñez Cabeza de Vaca, che rimandò in Spagna per essere processato come traditore. Juan de Sanabria ed il figlio Diego, nonostante fossero stati nominati governatori nel 1547 e nel 1549, non assunsero mai l'incarico, e de Irala fu confermato governatore dal re nel 1552.
Regnò con polso fermo fino alla morte avvenuta nel 1556. Durante il suo regno costruì chiese ed edifici pubblici, fondò città e soggiogò la popolazione nativa distribuendola tra i coloni tramite le encomienda. Gli succedette Gonzalo de Mendoza.